# Rodina (Schiff, 1944)
Die Rodina war ein bulgarisches Frachtschiff vom deutschen Typ Hansa-B, das ursprünglich den Namen Alstertor erhalten sollte. 1945 fertiggestellt, führte sie als Fornaes und Danbelt kurzzeitig die dänische, von 1946 bis zur Abwrackung 1976 die bulgarische Flagge.

## Bau und technische Daten
Während des Zweiten Weltkrieges gründeten mehrere deutsche Reedereien die Schiffahrt Treuhand G.m.b.H., um mit dem Hansa-Bauprogramm ihre Kriegsverluste durch Standard-Frachtschiffe auszugleichen. Mit dem Bau wurden neben deutschen Werften auch solche in den besetzten Ländern beauftragt. Von der Schiffahrt Treuhand G.m.b.H. erhielt die Werft Burmeister & Wain den Auftrag über ein Frachtschiff vom Typ Hansa-B für die Hamburg-Amerika-Linie (Hapag). Erteilt wurde der Auftrag 1943 für eine dänische Scheinfirma, um dänische Sabotageakte zu vermeiden. Bei Fertigstellung wäre der Neubau dann der Hapag zugewiesen worden und hätte den Namen Alstertor erhalten.
Das Schiff wurde bei Burmeister & Wain in Kopenhagen unter der Baunummer 679 auf Kiel gelegt und lief am 14. September 1944 vom Stapel. Im Dezember 1944 versenkte die dänische Widerstandsbewegung in einem Sabotageakt das Schiff. Es wurde gehoben und nach Kriegsende im August 1945 fertig erstellt. Das Schiff war nach den späteren bulgarischen Angaben, die von den ursprünglichen Typ-Entwürfen abweichen konnten, 109,52 Meter lang, 15,55 Meter breit und hatte einen Tiefgang von 6,30 Metern. Es war mit 2950 BRT bzw. 1455 NRT vermessen. Die Tragfähigkeit betrug 5280 tdw. Eine vierzylindrige compound-Expansionsmaschine mit Abdampfturbine erzeugte 1800 PS und ermöglichte über eine Schraube eine Geschwindigkeit von 11,0 Knoten. Die Besatzung, zu der nur die ursprünglich geplante Zahl vorliegt, bestand aus 33 Mann (ohne geplante Soldaten).

## Geschichte

### DänischeFornaesundDanbelt
Mit Kriegsende beschlagnahmte Dänemark den Dampfer am 3. Mai 1945 und nach der Fertigstellung übergab die Werft den Dampfer, der den Namen Fornaes erhalten hatte, am 3. August 1945 zunächst an D/S Hetland in Kopenhagen. Nur wenige Monate später verkaufte sie das Schiff am 22. Mai 1946 an die Reederei D/S Dania, ebenfalls in Kopenhagen, die dem Schiff den Namen Danbelt gab. Bei dieser Reederei blieb das Schiff noch kürzer – bereits im September 1946 erfolgte der Weiterverkauf.

### BulgarischeRodina
Nach den Verlusten war auch Bulgarien nach dem Zweiten Weltkrieg auf der Suche nach Ersatz und hatte im April 1946 eine eigene Kommission gebildet, die in Schweden, Norwegen und Dänemark nach Möglichkeiten für Schiffsankäufe suchte. In Kopenhagen konnte sie im Juni 1946 als erste Neuanschaffung nach dem Krieg die Danbelt für die Reederei Societé Commerciale Bulgare de Navigation à Vapeur erwerben und gab ihr am 25. September mit der Indienststellung den Namen Rodina. Sie war nach der 1941 gesunkenen Rodina das zweite Schiff der Reederei mit diesem Namen. Für die Überführungsfahrt von Kopenhagen nach Bulgarien führte sie vorbeugend die polnische Flagge, da Bulgarien zu diesem Zeitpunkt noch keinen Friedensvertrag unterschrieben hatte.
Mit der Zusammenlegung und Verstaatlichung der Reedereien in Bulgarien 1947/48 wurde die Societé Commerciale Bulgare de Navigation à Vapeur mit der 1941 gegründeten Navigation Maritime Bulgare zusammengeführt und übernahm deren Namen Navibulgar sowie die Rodina. Bereits zuvor hatte die Rodina bulgarische Seefahrtgeschichte geschrieben, als sie am 7. September 1947 auf der Fahrt von Aden nach Mosambik als erstes bulgarisches Schiff den Äquator überquerte. 1952 fuhr sie ebenfalls als erstes bulgarisches Schiff in den Indischen Ozean. Weitere Reisen führten sie wiederholt über die Nordsee an die europäischen Küsten. Die Routen oder Linien mit den Fahrten des Schiffes sind über die westeuropäische Literatur allerdings nicht nachzuvollziehen. Nach 30 Dienstjahren wurde die Rodina nach bulgarischen Angaben am 1. Mai 1976 aus der Flottenliste der Reederei gestrichen und zum Abwracken nach Jugoslawien verkauft, während die westeuropäische Literatur 1971 als Abrackdatum nennt.